# Augustin Ringeval
Augustin Ringeval (Aubigny-aux-Kaisnes, 13 april 1882 - 5 juli 1967) was een Frans professioneel wielrenner van 1905 tot 1913.

## Palmares
- 2e in Parijs-Valenciennes 1905
- 2e in Bordeaux-Parijs 1906
- 4e in Parijs-Roubaix 1908
- 4e in Milaan-San Remo 1908
- 5e in Bordeaux-Parijs 1908
- 5e in Parijs-Brussel 1908
- 4e in Bordeaux-Parijs 1910

## Resultaten in voornaamste wedstrijden
| Jaar | Ronde van Italië | Ronde van Frankrijk | Ronde van Spanje |
| ---- | ---------------- | ------------------- | ---------------- |
| 1905 |                  | 6e                  |                  |
| 1906 |                  | opgave              |                  |
| 1907 |                  | 8e                  |                  |
| 1908 |                  | opgave              |                  |
| 1909 |                  | opgave              |                  |
| 1910 |                  | 19e                 |                  |
| 1912 |                  | 30e                 |                  |
| 1913 |                  | opgave              |                  |

| Jaar | Milaan-San Remo | Parijs-Roubaix |
| ---- | --------------- | -------------- |
| 1905 |                 |                |
| 1906 |                 |                |
| 1907 |                 | 5e             |
| 1908 | 4e              |                |
| 1909 |                 |                |
| 1910 |                 |                |
| 1912 |                 |                |
| 1913 |                 |                |